# Margarida de Anhalt-Köthen
Margarida de Anhalt-Köthen (em alemão:  Margarete; Köthen, 12 de novembro de 1494 – Weimar, 7 de outubro de 1521) foi um membro da Casa de Ascania, uma princesa de Anhalt por nascimento e duquesa da Saxónia por casamento.

## Vida
Margarida era filha do príncipe Valdemar VI e da sua esposa, a princesa Margarida de Schwarzburg-Blankenburg (1464–1539), filha do conde Günther XXXVI de Schwarzburg-Blankenburg.
A 13 de Novembro de 1513, Margarida casou-se em Torgau, com o futuro príncipe-eleitor John, o Firme da Saxónia (1468–1532).  Foi a sua segunda esposa.  O irmão dele, o príncipe-eleitor Frederico III não ficou satisfeito com este casamento do irmão, uma vez que Margarida vinha de uma família da baixa nobreza.  Foi por este motivo que Frederico insistiu em manter o governo conjunto do estado.  O irmão de Margarida, Wolfgang, foi o segundo príncipe do Sacro Império Romano, depois de Frederico III, a converter-se ao Luteranismo.  O poeta Philip Engelbrecht dedicou um epitalâmio a João e Margarida em 1514.  João era muito dedicado e apaixonado pela sua esposa.
Margarida morreu em 1521 na sua residência em Weimar, quatro anos antes de o marido se tornar príncipe-eleitor da Saxónia.  Foi enterrada na igreja de São Pedro e São Paulo em Weimar.

## Descendência
Do seu casamento com João, Margarida teve os seguintes filhos:
1. Maria da Saxónia (15 de Dezembro de 1515 – 7 de Janeiro de 1583), casada com Filipe I, Duque da Pomerânia; com descendência.
2. Margarida da Saxónia (25 de Abril de 1518 – 10 de Março de 1545), casada com Hans Buser, Freiherr de Liestal.
3. João da Saxónia (nascido e morto a 26 de Setembro de 1519)
4. João Ernesto, Duque de Saxe-Coburgo (10 de Maio de 1521 – 8 de Fevereiro de 1553), nunca se casou nem deixou descendentes.

## Genealogia
| Margarida de Anhalt-Köthen | Pai: Valdemar VI, Príncipe de Anhalt-Köthen | Avô paterno: Jorge I, Príncipe de Anhalt-Dessau              | Bisavô paterno: Segismundo I, Príncipe de Anhalt-Dessau               |
| Margarida de Anhalt-Köthen | Pai: Valdemar VI, Príncipe de Anhalt-Köthen | Avô paterno: Jorge I, Príncipe de Anhalt-Dessau              | Bisavó paterna: Judite de Querfurt                                    |
| Margarida de Anhalt-Köthen | Pai: Valdemar VI, Príncipe de Anhalt-Köthen | Avó paterna: Sofia de Hohnstein                              | Bisavô paterno: ?                                                     |
| Margarida de Anhalt-Köthen | Pai: Valdemar VI, Príncipe de Anhalt-Köthen | Avó paterna: Sofia de Hohnstein                              | Bisavó paterna: ?                                                     |
| Margarida de Anhalt-Köthen | Mãe: Margarida de Schwarzburg-Blankenburg   | Avô materno: Günther XXXVI, Conde de Schwarzburg-Blankenburg | Bisavô materno: Henrique XXVI, Conde de Schwarzburg-Blankenburg       |
| Margarida de Anhalt-Köthen | Mãe: Margarida de Schwarzburg-Blankenburg   | Avô materno: Günther XXXVI, Conde de Schwarzburg-Blankenburg | Bisavó materna: Isabel de Cleves, Condessa de Schwarzburg-Blankenburg |
| Margarida de Anhalt-Köthen | Mãe: Margarida de Schwarzburg-Blankenburg   | Avó materna: Catarina de Querfurt                            | Bisavô materno: ?                                                     |
| Margarida de Anhalt-Köthen | Mãe: Margarida de Schwarzburg-Blankenburg   | Avó materna: Catarina de Querfurt                            | Bisavó materna: ?                                                     |